# Луций Росций Фабат
Луций Росций Фабат (на латински: Lucius Roscius Fabatus; * 95 – 90 пр.н.е., Ланувиум; † 43 пр.н.е., Форум Галорум при Мутина) e политик на Римската република през края на 1 век пр.н.е. Произлиза от фамилията Росции от Ланувиум.

## Политическа кариера
Започва политическата си кариера (cursus honorum) през 64 пр.н.е. като магистър на Монетния двор. През 55 пр.н.е. той е народен трибун. Консули тази година са Помпей Велики и Марк Лициний Крас. С още четирима свои колеги той изработва закона lex Mamilia Roscia Alliena Peducaea Fabia. Следващата година той е главен командир в щаба на Юлий Цезар. Като легат той завежда XIII Близначен легион на зимна квартира в Esubier. След службата си в Галия работи в Сената.
Росций става претор през 49 пр.н.е. и посредничи между Сената и Цезар. Когато Цезар през 49 пр.н.е. присича р. Рубикон, той е изпратен от Сената с квестор Луций Юлий Цезар и други сенатори в Ариминум, за да преговоря с Цезар. След това той и Луций Цезар занасят в Капуа, където са избягали Помпей, консулите и част от Сената, предложенията на Цезар. С отговорите те пътуват отново при Гай Цезар, който не приема предложенията. Така посредническата мисия на Росций не успява да предотврати войната.
След убийството на Цезар, Росций попада между разправиите на цезаровите привърженици и противници. Росций пада убит на 14/15 април 43 пр.н.е. в битката при Форум Галорум, по време на обсадата на Мутина между Марк Антоний и сенаторската войска на консула Гай Вибий Панза Цетрониан и Цезаровия наследник Октавиан.